# Marcus Collin
Gustaf Marcus Collin, född 18 november 1882 i Helsingfors, död 22 september 1966 i Grankulla, var en finländsk målare.

## Biografi
Collin studerade vid Finska Konstföreningens ritskola år 1903 - 1904, och vid Helsingfors universitet 1904 - 1905. Han tjänstgjorde också en tid som lärare, bland annat vid Finska Konstföreningen ritskola på 1920-talet. Han gjorde sin första resa till Frankrike åren 1905-1906 och målade då pasteller med Paris-tema. Hans debututställning blev finländska konstnärer utställning 1907.
Collin var en av de mest framträdande representanterna för det tidiga 1900-talets finländska måleri. I början av sin konstnärskarriär målade han främst i impressionistiskt ljusa färgtoner, men övergick senare till mörkare och tyngre målningar. Hans målningar var avsiktligt arkitektoniskt uppbyggda. Tidigare målades ofta lättsamma gatubilder med Parismotiv, som senare fick vika för dramatiska skildringar av finländsk natur.
Tillsammans med bland andra Tyko Sallinen tillhörde han den år 1916 bildade Novembergruppen.  Collin är representerad vid Åbo Akademi.
Han är begravd på Sandudds begravningsplats i Helsingfors.
Collin finns representerad vid bland annat Statens Museum for Kunst, Ateneum, Nasjonalmuseet, Göteborgs konstmuseum, Moderna museet och Malmö konstmuseum.